# Rainy Day And Day
«Rainy Day And Day» es el primer sencillo de Mustang!, primer álbum de larga duración de la banda japonesa Dragon Ash, lanzado en 1997. Posteriores lanzamientos serían publicados como maxisencillo o long play, conteniendo 3 o más canciones.
"Rainy Day And Day" es la canción del opening de la serie que se televisó en TV Tokyo, en el año 1997, Virus Buster Serge.

## Lista de canciones
1. «Rainy Day And Day» – 3:27
2. «Invitation» – 2:53

- Datos: Q7285001